# Swedish Nutrition Foundation
SNF Swedish Nutrition Foundation (Stiftelsen Svensk Näringsforskning) var en ideell förening som grundades 1961 på initiativ av livsmedelsbranschen. SNF hade som uppgift att främja nutritionsrelaterad forskning och dess tillämpning och bidra till en saklig och faktabaserad diskussion om mat och hälsa. 
SNF:s medlemmar var företag och organisationer inom livsmedelsbranschen.
Den forskning SNF initierade utgjorde en bro mellan nutritionsforskningen och andra aktörer i samhället. Forskningsesultaten utgjorde ett stöd för livsmedelsbranschens egenåtgärder inom märkning och marknadsföring av livsmedel med påstådda hälsoeffekter.
SNF utgav den vetenskapliga tidskriften Food & Nutrition Research och drev den populärvetenskapliga kunskapsportalen nutritionsfakta.se. 
SNF tog också fram följande lera rapporter som sammanfattade det aktuella kunskapsläget inom olika områden:
- Sockerrapport 2006 och 2014
- Palmoljerapport 2014
- Tillsatsrapport 2015
- Processade livsmedel 2023 (endast finansiär)

SNF lades ned 2022 och kunskapsportalen och utgivningen av Food & Nutrition Research överläts till Örebro Universitet Enterprise AB. Dokumentation om SNF finns arkiverat hos TAM-arkiv (Tjänstemäns & Akademikers arkiv).

## Kontroverser kring SNF
SNF:s förmåga att ge bra och välgrundade råd kring kost och hälsa har ifrågasatts då det är en intresseorganisation för företag i livsmedelsindustrin, vars huvudsyften är ökad vinst, inte förbättrad folkhälsa.